# Tiberius Iulius Candidus Marius Celsus
Tiberius Iulius Candidus (Marius Celsus) est un sénateur romain des Ier et IIe siècles, consul en 86 (suffect) et en 105 sous le règne de Trajan.

## Biographie
Il est probablement originaire de la province d'Asie ou de Lydie. Il est peut-être le frère de Lucius Iulius Marinus, qui est de Syrie, consul suffect en 93 sous Domitien puis gouverneur de Mésie inférieure aux alentours de 94-97, et l'oncle de Lucius Iulius Marinus Caecilius Simplex, consul suffect en 101.
Marius Celsus parait devoir être identifié avec « P. Marius Celsus », consul ordinaire en 62, curator aquarum en 64 et 66, mais on trouve également un « Marius Celsus », sans précision de prénom, consul en 69.
Il rentre au Sénat en l'an 69 ou 70,, à la fin de l'année des quatre empereurs ou plutôt au début du règne de Vespasien.
Il devient membre du collèges des Frères Arvales en 72,, (flamine en 88, magister en 89, peut-être vice-président du collège avant la fin du règne de Domitien).
Marius Celsus fait partie des légats de Syrie nommé par les empereurs Vespasien et Titus. 
Il succède au poste de Lucius Caesennius Paetus, à la suite de son décès. Son gouvernement débute en 73 jusqu'en 76 où le père de Trajan, Marcus Ulpius Traianus obtient la province.
Il est consul suffect en 86, sous Domitien. Vers les années 87-88 ou de 91 à 92, il est gouverneur en Galatie et Cappadoce (legatus augusti pro praetore).
Il est consul éponyme en l'an 105, sous Trajan. Il meurt avant l'an 109.